# 12 Ophiuchi
12 Ophiuchi è una stella variabile che si trova a 31,9 anni luce di distanza dal sistema solare situata nella costellazione dell'Ofiuco. Si tratta di una nana arancione di sequenza principale di classe spettrale K2-V.

## Dati fisici
La massa della stella è stimata essere dell'86% di quella del Sole ed ha un'età simile a quella della nostra stella, stimata in 4,5 miliardi di anni, mentre l'abbondanza di metalli è del 12% superiore ([Fe/H]=0,051).
La stella è inserita nella lista della missione del Terrestrial Planet Finder, posticipata a tempo indefinito per la ricerca di pianeti orbitanti attorno ad altre stelle con caratteristiche simili al Sole atti ad ospitare la vita. Precedenti ricerche su possibili oggetti substellari non hanno prodotto risultati.